# 상서고등학교
상서고등학교(尙書高等學校)는 대한민국 대구광역시 달서구 성당동에 있는 사립 고등학교이다.

## 학교 연혁
- 1955년 1월 13일 : 학교법인 상서학원 설립인가
- 1955년 1월 13일 : 초대 학원이사장 춘곡 이태희 선생 취임
- 1955년 2월 25일 : 상서 중학교 설립인가(남·여 공학 주간 6학급, 야간 6학급)
- 1955년 3월 31일 : 초대 최성환 교장 취임
- 1962년 3월 17일 : 상서여자고등학교 설립인가, 인가학급 주간 9학급
- 1962년 3월 17일 : 초대 박병철 교장 취임
- 1962년 4월 13일 : 개교식 및 입학식
- 1963년 12월 8일 : 증축(중구 장관동 소재) 공사 준공식 (12교실 증축)
- 1969년 11월 11일 : 학칙변경에 따른 상서여자상업고등학교로 전환
- 1969년 11월 11일 : 야간부 3학급 설립인가 (계 9학급)
- 1979년 3월 6일 : 산업체 특별학급 설립
- 1982년 2월 15일 : 중구 장관동에서 달서구 성당동으로 신축 교사 이전
- 1994년 12월 21일 : 춘당관 준공
- 1995년 3월 1일 : 교명 변경 인가, 상서여자경영정보고등학교
- 2004년 3월 1일 : 교명 변경 인가, 상서여자정보고등학교
- 2013년 3월 1일 : 교명 변경 인가, 상서고등학교
- 2013년 3월 1일 : 학칙변경 인가 제과제빵과 2학급, 조리과 3학급, 관광과 3학급, 금융과 5학급, 뷰티디자인과 2학급
- 2015년 8월 13일 : 제22대 학원이사장 이재석 선생 취임
- 2017년 3월 1일 : 제7대 최우환 교장 취임
- 2018년 3월 1일 : 학칙변경 인가 연예매니지먼트과 2학급, 제과제빵과 3학급, 조리과 3학급, 관광과 2학급, 사무행정학과 2학급, 뷰티디자인과 3학급
- 2021년 2월 8일 : 제57회 졸업식(졸업생 총수 39,306명)
- 2022년 3월 2일 : 제61회 입학식(신입생 315명)
- 2023년 3월 2일 : 제62회 입학식(신입생 345명)

## 설치 학과
- 조리과 (4학급)
- 뷰티디자인과 (4학급)
- 제과제빵과 (4학급)
- 연예매니지먼트과 (2학급)

## 참고 자료
- 상서고등학교 - 한국교육학술정보원 학교알리미